# 馬林·索爾賈希克
馬林·索爾賈希克 （Marin Soljačić，1974年2月7日—）是克罗地亚裔美国物理学家和电气工程师，研究領域為无线非辐射能量传输。

## 生平
馬林·索爾賈希克畢業於萨格勒布的XV Gymnasium ，之後前往麻省理工学院就讀，并于1996年获得物理学和电气工程学士学位。 1998年获得普林斯顿大学理学硕士學位，2000年获得物理学博士学位。2005年，他成为麻省理工学院物理学教授。 2008年，他获得了麦克阿瑟奖。 